# Kościół Matki Bożej Częstochowskiej w Katowicach
Kościół Matki Bożej Częstochowskiej – rzymskokatolicki kościół parafialny należący do dekanatu Katowice-Piotrowice archidiecezji katowickiej. Znajduje się w katowickiej dzielnicy Podlesie.

## Historia
Komitet Budowy Kościoła zawiązał się w 1920 roku. Pierwsze zebranie Komitetu Budowy Kościoła odbyło się w dniu 6 stycznia 1920 roku. Fundament pod świątynię został położony 30 marca 1920 roku. W pracach pomagały gminy Zarzecze i Kostuchna. Po czterech miesiącach gorączkowej pracy, tj. w dniu 7 listopada, budowla stanęła pod dachem. W tym czasie papieżem był Benedykt XV, w diecezji wrocławskiej biskupem był książę dr A. Bertram, dziekanem dekanatu mikołowskiego był ksiądz J. Kapica, proboszczem w Mikołowie ksiądz P. Dworski, a wikariuszami parafii byli ks. Wientzek i ks. dr Szramek. Świątynia powstała jako filialna parafii w Mikołowie. W głównym ołtarzu został umieszczony Obraz Matki Boskiej Częstochowskiej Królowej Korony Polskiej. Obraz został zamówiony u ojców  paulinów na Jasnej Górze już w 1919 roku. Został wykonany przez artystę malarza Bolesława Rutkowskiego na wzór cudownego obrazu częstochowskiego, pod nadzorem przeora klasztoru. W 1920 roku obraz został sprowadzony z największą uroczystością do świątyni. Uroczystość rozpoczęła się już w klasztorze na Jasnej Górze kiedy dokonano prastarym zwyczajem pocierania obrazu o oryginalny obraz Matki Boskiej Częstochowskiej. Kazanie wygłosił podczas tej uroczystości sam przeor klasztoru jasnogórskiego. Po przewiezieniu obrazu koleją do Mikołowa został on sprowadzony do świątyni w Mikołowie, skąd następnie wyruszyła procesja wraz z obrazem do świątyni w Podlesiu. W dniu 15 sierpnia 1921 roku nowa świątynia została poświęcona przez księdza prałata Kapicę z Tychów, ówczesnego delegata biskupiego na Śląsk Polski. Pierwsza msza święta została odprawiona przez księdza Rozmusa, rodaka z Podlesia. Początkowo dojeżdżali księża z Mikołowa w celu odprawienia nabożeństw. W końcu ksiądz kardynał Bertram mianował kuratusem świątyni dotychczasowego wikarego z Mikołowa księdza Wientzka. Decyzją Administracji Apostolskiej w Katowicach z dnia 1 września 1925 roku Podlesie zostało odłączone z parafii mikołowskiej i została utworzona samodzielna parafia w Podlesiu z jednoczesnym mianowaniem kuratusa Karola Wientzka proboszczem w Podlesiu.